# Biegewelle

Ebene Biegewelle

Biegewellen sind transversale Wellen, die sich in begrenzten Medien mit nichtverschwindender Schubspannung ausbreiten können, beispielsweise in Balken (Anwendungsfall: u. a. Triangel) und in Platten (Anwendungsfall: u. a. Glocken). Im Gegensatz zu Dehnwellen findet die periodische Auslenkung des Mediums senkrecht („transversal“) zur Ausbreitungsrichtung statt, so dass die Welle auch als  periodische Änderung des Krümmungsradius beschrieben wird.

## Wellengleichung

### Balken
Die Wellengleichung einer Biegewelle auf einem Balken lautet in erster Ordnung nach der Euler-Bernoulli-Theorie:
{\displaystyle {\frac {\partial ^{2}z}{\partial t^{2}}}+{\frac {E\cdot I}{\rho \cdot A}}\cdot {\frac {\partial ^{4}z}{\partial x^{4}}}=0}
mit
- {\displaystyle z({\vec {x}},t)} die transversale Auslenkung (in der Abb.: z senkrecht, x waagerecht)
- {\displaystyle t} die Zeit
- {\displaystyle E} der Elastizitätsmodul
- {\displaystyle I} das Flächenträgheitsmoment
  - {\displaystyle E\cdot I} die Biegesteifigkeit
- {\displaystyle \rho } die Dichte des Balkens
- {\displaystyle A} die Balkenquerschnittsfläche.

Für eine Dimension (Ortsvariable {\displaystyle x}) ergibt sich aus dem harmonischen Lösungsansatz
{\displaystyle z=z_{0}\cdot e^{i(\omega t+kx)}}
mit
- der Amplitude {\displaystyle z_{0}}
- der Eulerschen Zahl {\displaystyle e}
- der imaginären Einheit {\displaystyle i}
- der Kreisfrequenz {\displaystyle \omega =2\pi \cdot f}
- der Kreiswellenzahl {\displaystyle k}

die Dispersionsrelation:
{\displaystyle k^{2}={\sqrt {\frac {\rho \cdot A}{E\cdot I}}}\cdot \omega .}
Die Phasengeschwindigkeit {\displaystyle c={\frac {\omega }{k}}} ist damit stark von der Frequenz {\displaystyle f} (und damit auch von {\displaystyle \omega }) abhängig:
{\displaystyle c={\sqrt {\omega }}\cdot {\sqrt[{4\,}]{\frac {E\cdot I}{\rho \cdot A}}}}.

### Platte
Die entsprechende Gleichung für eine Biegewelle auf einer Platte lautet:
{\displaystyle {\frac {\partial ^{2}z}{\partial t^{2}}}+{\frac {E\,h^{2}}{12\rho (1-\mu ^{2})}}\,\nabla ^{4}z=0}
mit den zusätzlichen Bezeichnungen
- {\displaystyle h} die Höhe der Platte
- {\displaystyle \mu } die Querkontraktionszahl
- {\displaystyle \nabla } der Nabla-Operator.

Diese Gleichung führt auf die Dispersionsrelation
{\displaystyle k^{2}={\frac {\sqrt {12}}{h}}\cdot {\sqrt {\frac {\rho \cdot (1-\mu ^{2})}{E}}}\cdot \omega }
und die Phasengeschwindigkeit:
{\displaystyle c={\sqrt {\omega }}\cdot {\sqrt[{4\,}]{\frac {h^{2}\cdot E}{12\cdot \rho \cdot (1-\mu ^{2})}}}.}

### Gruppengeschwindigkeit
In beiden Fällen ist die Gruppengeschwindigkeit {\displaystyle c_{g}={\frac {d\omega }{dk}}} gerade doppelt so groß wie die Phasengeschwindigkeit:
{\displaystyle c_{g}=2\cdot c}.